# Biskajski zaljev
 Biskajski zaljev  (baskijski: Bizkaiko Golkoa, francuski: Golfe de Gascogne, okcitanski: Golf de Gasconha, španjolski: Golfo de Vizcaya) je zaljev u sjevernom dijelu Atlantskog oceana. Nalazi se uz zapadnu obalu Francuske, od Bresta na sjeveru do španjolske granice, te uz sjevernu obalu Španjolske. Naziv je dobio po povijesnoj regiji Baskiji (Bizkaia).

### Rijeke
Glavne rijeke koje utječu u Biskajski zaljev su:
- u Francuskoj: Loara, Garona, Dordogne, Adour.
- u Španjolskoj:  Bidasoa, Oria, Urola, Nervión, Nalón, Pas.

### Gradovi
Gradovi na obali Biskajskog zaljeva su:
- u Francuskoj: Brest, Nantes, La Rochelle, Bordeaux, Bajona.
- u Španjolskoj:  San Sebastián, Bilbao, Santander, Gijón.

## Vanjske poveznice

### Ostali projekti
|  | Zajednički poslužitelj ima još gradiva o temi Biskajski zaljev |